# ブラックマンデー

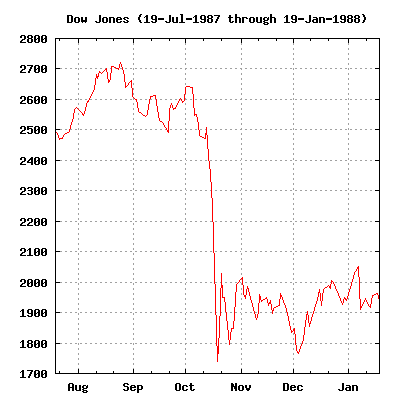
ダウ平均株価のチャート (1987年7月19日～1988年1月19日)

ブラックマンデー（英: Black Monday、暗黒の月曜日）とは、1987年（昭和62年）10月19日（月曜日）に香港を発端に起こった世界的株価大暴落である。米国のダウ平均株価(DJIA)は、ちょうど508ポイント(22.6%)下落した。これは過去最大の1日の減少率であった。大量の売りが1日を通して急激な価格下落を引き起こし、特に取引の最後の1時間半の間で顕著であった。S&P 500指数とウィルシャー5000指数はそれぞれ18%以上下落し、S&P500先物は29%下落した。総取引量があまりにも多かったため、当時のコンピューターや通信システムは機能せず、注文は1時間以上も滞った。大量の資金移動が何時間も遅延し、FedwireとNYSE DOTシステムが長期間停止したことで、トレーダーの混乱はさらに深まった。
世界の主要23市場すべてが、その10月に同様の暴落を経験した。共通の通貨（米ドル）でみると、8か国で20〜29%、3か国で30〜39%(香港、オーストラリア、シンガポール)、3か国で40%以上(マレーシア、メキシコ、ニュージーランド)の暴落が発生した。全世界での損失は1兆7000億米ドルと推定された。暴落の激しさは、長引く経済の不安定性、あるいは大恐慌の再来への恐れを引き起こした。各国とも、金融市場の低迷がより広範な経済に波及した度合い(実体経済への影響)は、各国が暴落に対応してとる金融政策に直接関係していた。米国、西ドイツ、日本の中央銀行は、金融機関の債務不履行を防止するために流動性を供給したが、実体経済への影響は比較的限定的であり、束の間であった。しかし、危機を受けてニュージーランド準備銀行が金融政策の緩和を拒否したことは、金融市場と実体経済の双方にとって極めてネガティブで比較的長期的な結果をもたらした。

## 背景
1970年代、連邦準備制度のインフレーション政策とオイルショックによる資金需要がレーガノミクスの高金利時代につながり、投信がマネー・マーケット・ファンドで食いつなぐほど株式は割安に放置され続けていた。1980年代、OTD金融でユーロダラーを捻出する政策がスタグフレーションを進行させていた。双子の赤字を減らす建前で1985年プラザ合意がなされた。これをきっかけに、少なくともドイツ・マルク、イギリス・ポンド、日本円、スウェーデン・クローネが一気に国際化した。これらの通貨を機関投資家は一挙に買収する準備を整えた。そしてブラックマンデーの2か月前にFRB議長職がポール・ボルカーからアラン・グリーンスパンへ引き継がれた。
また、ブラックマンデー直前の1987年10月15日にはイラン・イラク戦争のアーネスト・ウィル作戦で米軍の護衛を受けていたタンカーがイラン海軍の攻撃を受け、ミサイルを被弾する出来事があった。米軍は報復として当日未明、イランがペルシャ湾に持っていた石油プラットフォーム2基を爆撃（ニムバル・アーチャー作戦）し、原油市場に対する不安が沸き起こっていた。

## 影響
ブラックマンデーの当日は、香港市場から暴落が始まりヨーロッパからアメリカに波及した。
ニューヨーク証券取引所のダウ30種平均の終値が前週末より508ドルも下がりこの時の下落率22.6%は、世界恐慌の引き金となった、1929年の暗黒の木曜日（ブラック・サーズデー、下落率12.8%）を上回った。これが翌日アジアの各市場に連鎖。東証株価指数（TOPIX）は313.27安（14.86%）の1793.9、日経平均株価は3,836円48銭安（14.90%）の21,910円08銭の暴落を起こした。下落率は現在でも歴代1位であり、また下落幅は2024年8月5日の暴落（令和のブラックマンデー、4451円21銭安）に次ぐ歴代2位となっている。欧州の各市場でも機関投資家の売り注文が殺到、世界同時株安となった。
1987年10月末までに香港（45.5％）、オーストラリア（41.8％）、スペイン（31％）、イギリス（26.45％）、アメリカ（22.68％）、カナダ（22.5％）で株式市場が下落し続けた。
ニュージーランド経済への損害は特に打撃を受け1987年のピークから約60％下落、高い為替レートと、危機に対応したニュージーランド準備銀行が金融政策を緩和することを拒否したことにより悪化した。
1987年12月にワシントンD.C.でさまざまな国から集まった33人の著名なエコノミストが集まり、「今後数年間は1930年代以来最も問題になる可能性がある」と総括的に予測した。
東証株価指数（TOPIX）については翌日168.51高(9.39%)となっている。金融緩和を続けた日本では、東証株価指数（TOPIX）は半年後の1988年（昭和63年）4月には下落分を回復。すでに1986年頃に始まっていたバブル景気は更なる膨張を続け、1989年（平成元年）12月18日には史上最高値（2886.50）を付けることになる。海外の機関投資家にとって日本株は売り対象ではなく、買収の対象だったのである。
トルコを含む東欧諸国は、外貨準備を充実できないまま株安で火の車となった。